# NGC 5926
NGC 5926 este o galaxie spirală situată în constelația Șarpele. A fost descoperită în 15 iunie 1884 de către Lewis A. Swift.